# Лессі (телесеріал, 1997)
«Ле́ссі» (англ. Lassie) — канадський телесеріал, ремейк оригінального серіалу Лессі (1954—1974). Демонструвався з 1997 до 1999 в Канаді на каналі YTV і в Сполучених Штатах по неділях увечері на каналі Animal Planet. Як і в попередніх теле- і кіноверсіях Лессі, починаючи з оригінального кінофільму «Лессі повертається додому» (англ. Lassie Come Home, 1943), головною зіркою серіалу є собака породи колі.
Маємо не плутати з попереднім синдикованим ремейком Нові пригоди Лессі (The New Lassie, 1989—1991). Створила серіал канадська компанія CINAR. Зйомки проходили в Квебеку, Канада.
В Україні транслювався на каналі 1+1 з 30 вересня 2000 по 20 жовтня 2001.

## Опис
Дія відбувається у вигаданому містечку Гадсон Фолс у штаті Вермонт, США. За сюжетом Тіммі та його нещодавно овдовіла мати, доктор Карен Кебут, переїжджають сюди з Нью-Йорка. Тут Карен трудиться ветеринаром. Роль Тіммі Кебута зіграв Корі Севьє. Тіммі знаходить пораненого собаку колі після того, як вона втекла від свого недбалого власника, «Крикуна» Генка. Тіммі називає собаку Лессі. Вони одразу стають друзями.
У першому сезоні Лессі зіграв «Говард», пес, прямий нащадок «Пела» (англ. Pal  — «Друг»), собаки з оригінального фільму «Лессі повертається додому» (1943). «Говард», як і всі інші нащадки «Пела», належав дресерувальникам собак Везервоксам (Weatherwax). Посередині знімання серіалу виробник замінив «Говарда» на собаку не з лінії «Пела». Проте ображені шанувальники Лессі організували міжнародну кампанію протесту, щоби відновити генетичну лінію собак у фільмах і серіалах Лессі. Тоді до знімання в серіалі став «Гей-гей» (англ.«Hey Hey» ), син «Говарда», прямий нащадок «Пела» у дев'ятому поколінні — він зіграв в останніх 13-ти серіях.
Хоча гра молодого Корі Севьє вразила критиків, інші скаржились, що в серіалі Лессі відійшла на другий план, водночас більше приділяється увага стосункам сім'ї Кебутів із містянами, в некористь трюків і подвигів Лессі, як це було традиційним у попередніх фільмах і серіалах про знаменитого собаку.

## Персонажі
| Персонаж             | Актор         |
| Карен Кебот          | Сьюзі Елмгрен |
| Тіммі Кебот          | Корі Севьє    |
| Ітан Беннет          | Тім Пост      |
| Дональд «Док» Стюарт | Волтер Мессі  |
| Джеф Маккензі        | Тод Феннел    |
| Наталі Блейк         | Наталі Вансьє |
| Джей Мак Маккензі    | Ел Вандекрайс |

## Список епізодів
| N/o          | Українська назва                   | Англійська назва                |
| ------------ | ---------------------------------- | ------------------------------- |
|              |                                    |                                 |
| ПЕРШИЙ СЕЗОН |                                    |                                 |
|              |                                    |                                 |
| 1.01         | Велика втеча                       | The Great Escape                |
|              |                                    |                                 |
| 1.02         | Лессі повертається додому          | Lassie Comes Home               |
|              |                                    |                                 |
| 1.03         | Болотяний монстр                   | Swamp Thing                     |
|              |                                    |                                 |
| 1.04         | Пліт                               | The Raft                        |
|              |                                    |                                 |
| 1.05         | Кінь-цілитель                      | The Horse Healer                |
|              |                                    |                                 |
| 1.06         | Велосипедисти                      | Biker Boys                      |
|              |                                    |                                 |
| 1.07         | Де Тіммі?                          | Where's Timmy?                  |
|              |                                    |                                 |
| 1.08         | Лессі зникла                       | Lassie Is Missing               |
|              |                                    |                                 |
| 1.09         | Контрабандисти                     | The Big Smoke                   |
|              |                                    |                                 |
| 1.10         | Сезон полювання                    | Open Season                     |
|              |                                    |                                 |
| 1.11         | Ворожнеча                          | The Feud                        |
|              |                                    |                                 |
| 1.12         | Звичайний день                     | A Day in the Life               |
|              |                                    |                                 |
| 1.13         | Кіт у мішку                        | Cats Out of the Bag             |
|              |                                    |                                 |
| 1.14         | Випадок                            | On the Case                     |
|              |                                    |                                 |
| 1.15         | Солодка наука                      | Sweet Science                   |
|              |                                    |                                 |
| 1.16         | Poster Pup                         | Poster Pup                      |
|              |                                    |                                 |
| 1.17         | Поспішні висновки                  | Rush to Judgment                |
|              |                                    |                                 |
| 1.18         | Батьки і діти                      | Fathers and Sons                |
|              |                                    |                                 |
| 1.19         | Хлопці і дівчата                   | That Boy and Girl Thing         |
|              |                                    |                                 |
| 1.20         | Друзі містера Каїро                | Friends of Mr. Cairo            |
|              |                                    |                                 |
| 1.21         | Кістка розбрату                    | Bone of Contention              |
|              |                                    |                                 |
| 1.22         | Полювання на ему                   | The Great Emu Hunt              |
|              |                                    |                                 |
| 1.23         | Цього місця на карті нема          | Not on the Map                  |
|              |                                    |                                 |
| 1.24         | Собаки по-втікали                  | Dog Gone It                     |
|              |                                    |                                 |
| 1.25         | Плутанина з собаками               | Collie Confusion                |
|              |                                    |                                 |
| 1.26         | Секретні матеріали Лессі           | The Lassie Files                |
|              |                                    |                                 |
| ДРУГИЙ СЕЗОН |                                    |                                 |
|              |                                    |                                 |
| 2.01         | Татів годинник                     | Dad's Watch                     |
|              |                                    |                                 |
| 2.02         | Відповідальність                   | Responsibility                  |
|              |                                    |                                 |
| 2.03         | Морока з гусаком                   | Wild Goose Chase                |
|              |                                    |                                 |
| 2.04         | Історія чорного привида            | Tale of the Noisy Ghost         |
|              |                                    |                                 |
| 2.05         | Замкнуте коло                      | Full Circle                     |
|              |                                    |                                 |
| 2.06         | Щасливі листи                      | Chain Letter                    |
|              |                                    |                                 |
| 2.07         | Мавпячі пустощі                    | Monkeyin' Around                |
|              |                                    |                                 |
| 2.08         | Поїзди, човни та літаки. Частина 1 | Trains and Boats and Planes (1) |
|              |                                    |                                 |
| 2.09         | Поїзди, човни та літаки. Частина 2 | Trains and Boats and Planes (2) |
|              |                                    |                                 |
| 2.10         | Переслідування                     | Manhunt                         |
|              |                                    |                                 |
| 2.11         | Терапія свійських тварин           | Pet Therapy                     |
|              |                                    |                                 |
| 2.12         | «Чудова ласка»                     | Amazing Grace                   |
|              |                                    |                                 |
| 2.13         | Мер на день                        | Mayor for a Day                 |
|              |                                    |                                 |
| ТРЕТІЙ СЕЗОН |                                    |                                 |
|              |                                    |                                 |
| 3.01         | Сем Дюпрі                          | Sam Dupree                      |
|              |                                    |                                 |
| 3.02         | Скажений пес                       | Mad Dog                         |
|              |                                    |                                 |
| 3.03         | Прогульники                        | Hooky for Hockey                |
|              |                                    |                                 |
| 3.04         | Свобода слова                      | Fit to Print                    |
|              |                                    |                                 |
| 3.05         | Новий сусід                        | The Good Neighbor               |
|              |                                    |                                 |
| 3.06         | Хлопчик, який крикнув «вовк»       | The Boy Who Cried Wolf          |
|              |                                    |                                 |
| 3.07         | Таємниця і брехня                  | Secrets and Lies                |
|              |                                    |                                 |
| 3.08         | Новий собака в місті               | New Dog in Town                 |
|              |                                    |                                 |
| 3.09         | Пернаті друзі                      | Feathered Friends               |
|              |                                    |                                 |
| 3.10         | Утеча з в'язниці                   | Breakout!                       |
|              |                                    |                                 |
| 3.11         | Ведмежі потреби                    | Bear Necessities                |
|              |                                    |                                 |
| 3.12         | Завершення. Частина 1              | Graduation (1)                  |
|              |                                    |                                 |
| 3.13         | Завершення. Частина 2              | Graduation (2)                  |
|              |                                    |                                 |

## DVD-реліз
Повний перший сезон було випущено на DVD 2006 року. Цей реліз на тепер перевидано.

## Виноски
1. ↑  Scott Moore, «Lassie», Washington Post, March 2, 1997.
2. ↑  "Collie... Everybody's All-Star", Dog and Kennel Magazine, 2000. Архів оригіналу за 4 лютого 2009. Процитовано 2 червня 2013.
3. ↑  Архівована копія. Архів оригіналу за 24 вересня 2012. Процитовано 2 червня 2013.{{cite web}}:  Обслуговування CS1: Сторінки з текстом «archived copy» як значення параметру title (посилання)